# Historia de los judíos en República Dominicana

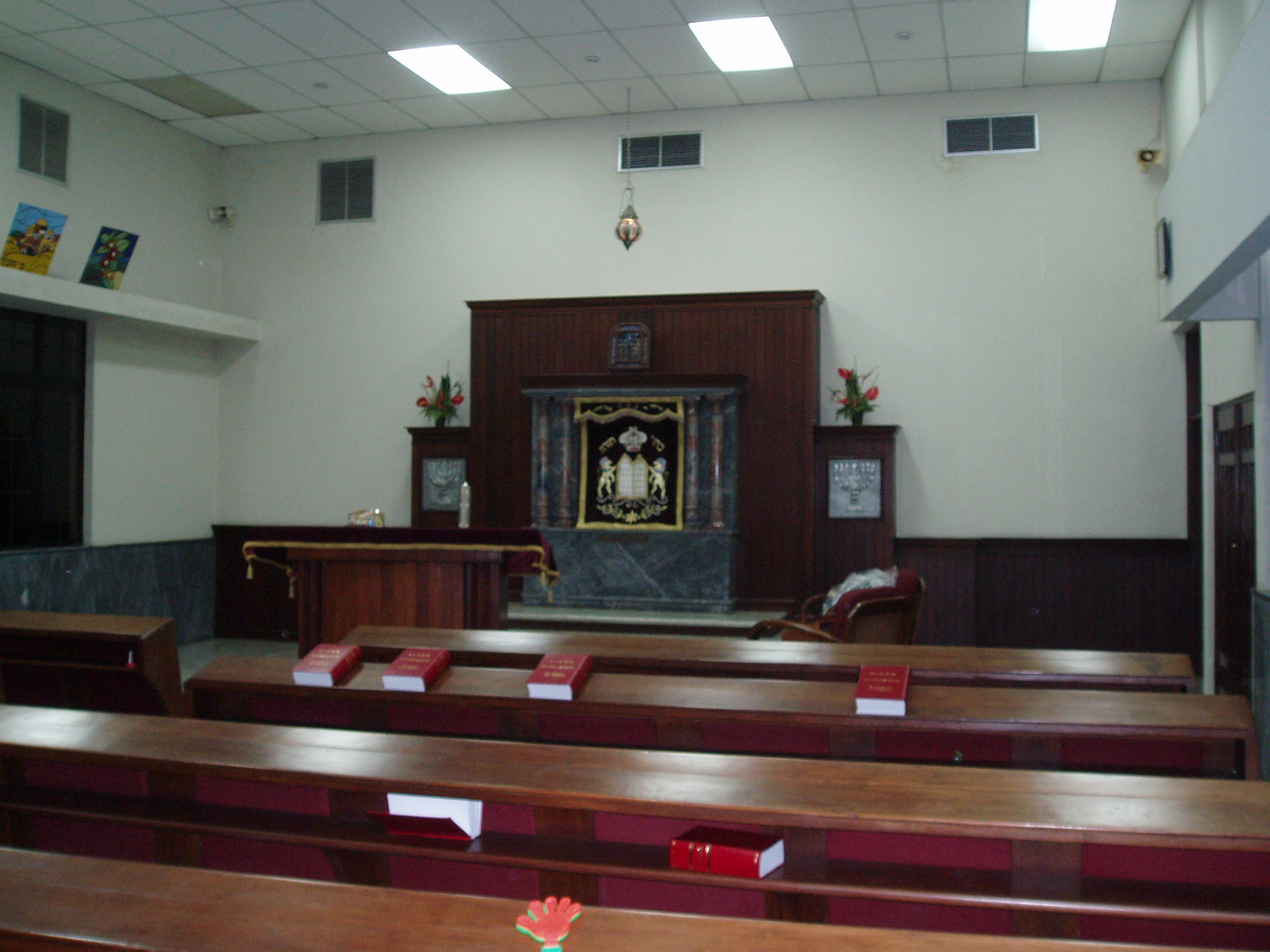
Dentro de una sinagoga de Santo Domingo

La historia de los judíos en la República Dominicana se remonta a finales del siglo XV, con la llegada de los judíos sefardíes exiliados de España y el área del Mediterráneo en 1492 y 1497. A esto se le sumaron migrantes que datan del siglo XVIII  y durante la Segunda Guerra Mundial, alcanzando su punto más alto a finales de la década de 1930 y principios de la de 1940, cuando los refugiados judíos escaparon de las condiciones en Europa generadas por la Segunda Guerra Mundial.

## Historia
Los primeros judíos que se sabe que llegaron a la isla La Española fueron judíos sefardíes que arribaron desde la Península Ibérica en la década de 1490. La gran mayoría de ellos huían de España, donde se estaba imponiendo la conversión obligatoria al catolicismo tras la promulgación del Edicto de Granada en 1492, el cual ordenaba la expulsión de los judíos que no se convirtieran. Muchos de estos judíos optaron por exiliarse en distintos territorios del Imperio español, incluidos algunos del Nuevo Mundo, como La Española.
A pesar de ello, cuando la isla fue dividida entre el imperio Español y Frances en el siglo XVII, la mayoría de los judíos se establecieron en el lado español, que posteriormente se convertiría en la República Dominicana .  La mayoría de ellos ocultaron su identidad judía o no estaban afiliados a la tradición judía en ese momento.[cita requerida] Entre sus descendientes se encontraban el presidente dominicano Francisco Henríquez y Carvajal  y su descendencia Pedro Henríquez Ureña, Max Henríquez Ureña y Camila Henríquez Ureña .
Antes de que los judíos emigraran y fundaran la colonia de Sosúa durante la Segunda Guerra Mundial, se intentó establecer una colonia judía en la República Dominicana a finales del siglo XIX. Este asentamiento, sin embargo, no está tan bien documentado como el que se creó en la década de 1940. El general Gregorio Luperón, expresidente de la República Dominicana, mientras residía exiliado en París en 1882, sugirió que su país sirviera como refugio para los judíos que huían de los pogromos en Rusia. Las razones que llevaron a Luperón a proponer este plan parecen estar basadas en una combinación de preocupación humanitaria y el interés por fomentar el desarrollo económico de la República Dominicana. Consideraba que los refugiados judíos, gracias a sus habilidades y su sólida ética laboral, podrían aportar significativamente a la prosperidad del país. Luperón estableció vínculos con diversas figuras y organizaciones influyentes del ámbito judío para promover la idea. Entre ellas estaban la Alianza Israélite Universelle, la reconocida familia bancaria Rothschild y la comunidad judía de Estados Unidos, especialmente en Nueva York. Aunque muchos dominicanos y judíos residentes en la República Dominicana ya estaban a favor de la idea, otros se opusieron al plan. Otros plantearon preocupaciones prácticas sobre el plan, en particular la necesidad de apoyo financiero, asignación de tierras y oportunidades de empleo para los posibles colonos. Parece que se formó una comisión de terratenientes dominicanos para investigar la viabilidad del plan, pero que finalmente no se tomó ninguna medida concreta. Aunque el plan de Luperón para una colonia judía en la República Dominicana en la década de 1880 finalmente no se materializó, demuestra el papel recurrente de la República Dominicana como un refugio potencial para los refugiados judíos en tiempos de crisis.
La República Dominicana fue el único país soberano dispuesto a aceptar la inmigración judía masiva inmediatamente antes y durante la Segunda Guerra Mundial, siendo la única alternativa el Asentamiento Internacional de Shanghai. El gobierno de Estados Unidos también intentó establecer una colonia judía en Alaska como parte de un esfuerzo por poblar la región. Sin embargo, lo que se conocería como el Plan Alaska quedó prácticamente abandonado debido a la falta de apoyo y a la oposición de grupos antisemitas y nativistas. Por otro lado, el respaldo a los judíos recayó casi exclusivamente en la República Dominicana. En la Conferencia de Évian, organizada para tratar la crisis de los refugiados judíos, la República Dominicana, bajo el régimen del dictador Rafael Trujillo, se comprometió a aceptar a 100.000 refugiados judíos. Sin embargo, se calcula que se emitieron alrededor de 5.000 visas, y la mayoría de los beneficiarios no logró llegar al país debido a las dificultades para salir de la Europa ocupada. Trujillo luego ofreció su propiedad personal en Sosúa a la Asociación de Asentamiento de la República Dominicana (DORSA), establecida por el Comité Judío Americano de Distribución Conjunta (JDC) para administrar el proyecto de reasentamiento. A cambio de sus tierras, Trujillo recibió $100,000 en acciones de DORSA. En febrero de 1940, DORSA había logrado obtener la aprobación del Congreso para el asentamiento en Sosúa y el plan comenzó a avanzar. En la primavera de ese año, la colonia comenzó a recibir a sus primeros colonos. Alrededor de 700 judíos europeos de ascendencia judía asquenazí llegaron al asentamiento donde cada familia recibió 33 hectáreas (81,5 acre) de tierra, 10 vacas (más 2 vacas adicionales por niño), una mula y un caballo, y un préstamo de 10.000 dólares estadounidenses (unos 207000 dólares a precios Plantilla:Currentyear ) al 1% de interés. Se esperaba que los colonos se dedicaran a la agricultura comunal, compartiendo el trabajo y las ganancias de manera equitativa. La producción lechera y la cría de aves de corral también fueron concebidas como actividades complementarias. Sin embargo, la agricultura basada en cultivos resultó en gran medida infructuosa debido a la mala calidad del suelo, las lluvias impredecibles y el acceso limitado al mercado. Debido a las dificultades inherentes a la agricultura comunal, en 1945 la colonia adoptó un modelo capitalista, asignando a cada familia sus propias parcelas agrícolas. Sin embargo, las fábricas de productos lácteos y cárnicos constituyeron una excepción a este enfoque individualista, ya que operaban bajo un sistema cooperativo, distribuyendo las ganancias entre los socios según el nivel de inversión realizado. Aquellos que no viajaban a Sosúa generalmente se establecían en la capital, Santo Domingo. En 1943 el número de judíos conocidos en la República Dominicana alcanzó un máximo de 1.000.
Al finalizar la Segunda Guerra Mundial, la población judía de Sosúa comenzó a disminuir gradualmente, ya que muchos de sus residentes emigraron, principalmente a los Estados Unidos. Con la salida de una parte de la comunidad judía, los dominicanos empezaron a establecerse en Sosúa. Durante gran parte del siglo XX, Sosúa se mantuvo como una comunidad mixta compuesta por judíos y dominicanos; sin embargo, la población judía fue envejeciendo y reduciéndose con el tiempo. La influencia dominicana, tanto en el ámbito económico como cultural, se volvió cada vez más destacada. Este fenómeno alcanzó su punto culminante en la década de 1980, cuando la comunidad judía de Sosúa experimentó un marcado declive debido a la emigración durante el auge turístico de la zona, momento en el cual la mayoría de los judíos vendieron sus tierras a desarrolladores inmobiliarios.

## Comunidad

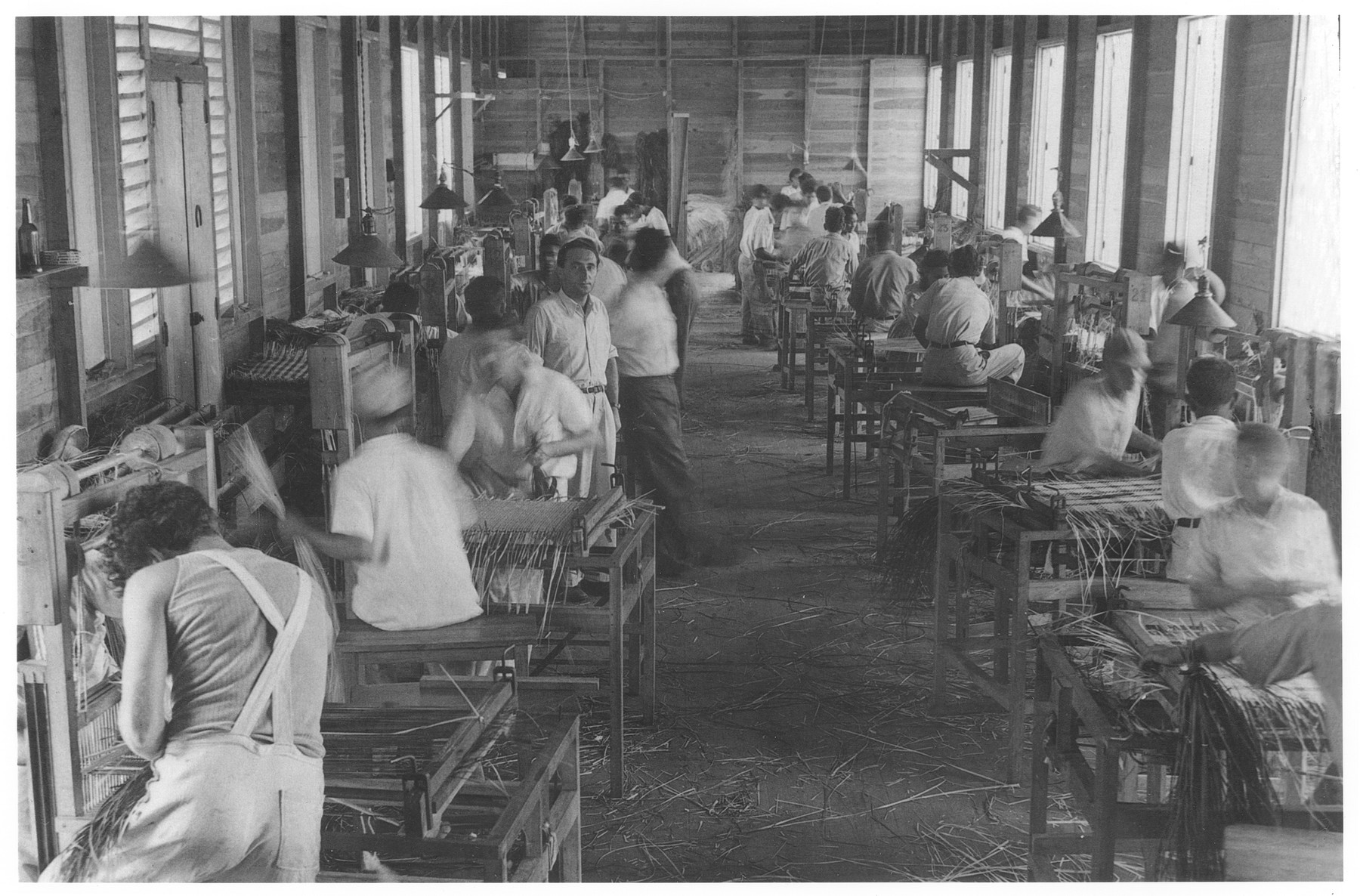
Los refugiados judíos en Sosúa trabajan en una fábrica que produce bolsos para exportar a los Estados Unidos en la década de 1940.

La población actual de judíos conocidos en la República Dominicana es cercana a 3.000, la mayoría viviendo en la capital, Santo Domingo, y otros residiendo en Sosúa. Sin embargo, aunque la comunidad judía en Sosúa todavía existe, se ha reducido considerablemente. Muchos de los colonos originales han muerto o emigrado, y sus hijos a menudo deciden no regresar. conservando al mismo tiempo aspectos de su herencia cultural sefardí. Algunos judíos dominicanos también han hecho aliá a Israel. Hay tres sinagogas y un centro educativo judío sefardí. Uno es el Centro Israelita de República Dominicana en Santo Domingo, otro es un centro de extensión de Jabad también en Santo Domingo, y otro está en la primera comunidad establecida del país en Sosúa.  Beth Midrash Eleazar , el Centro Educativo Sefardí, atiende a aquellos judíos que son descendientes de los judíos sefardíes que emigraron a La Española en la época colonial y después. Además, también proporcionan carne kosher al estilo Beth Yoseph y supervisan una panadería kosher a pequeña escala. Semanalmente se lleva a cabo un “afterschool” en el Centro Israelita y también está activo un capítulo del Consejo Internacional de Mujeres Judías. El centro de extensión de Jabad  se centra en ayudar a la población judía local a reconectarse con sus raíces judías y (debido a que Jabad es de la tradición judía jasídica ) es una fuente de judaísmo tradicional en la República Dominicana. En Sosúa, hay un pequeño museo judío al lado de la sinagoga. En las Altas Fiestas, la comunidad de Sosúa contrata a un cantor del extranjero que viene a dirigir los servicios.[cita requerida]